# Léon Repiquet
Léon Repiquet est un homme politique français né le 21 janvier 1851 à Lyon (Rhône) et décédé le 20 avril 1912 à Lyon.
Avocat à Lyon en 1872, il est conseiller municipal d'Oullins de 1888 à 1896, conseiller général du canton de Saint-Genis-Laval de 1892 à 1901. Il est sénateur du Rhône de 1900 à 1909, siégeant au groupe de l'Alliance républicaine. Il s'occupe surtout de finances locales.

## Sources
- « Léon Repiquet », dans le Dictionnaire des parlementaires français (1889-1940), sous la direction de Jean Jolly, PUF, 1960 [détail de l’édition]